# Ronald Webster
Ronald Webster, né le 2 mars 1926 à The Valley et mort le 9 décembre 2016, est un homme politique d'Anguilla, ministre en chef (équivalent de chef du gouvernement) du 10 février 1976 au 1er février 1977, puis du 28 mai 1980 au 12 mars 1984.

## Biographie
James Ronald Webster est né le 2 mars 1926 à Island Harbor, à Anguilla. Il est l’un des huit enfants de Robert Livington Webster, un pêcheur qui se rendait aussi chaque année en République Dominicaine pour participer à la coupe de la canne, et de Mary Octavia, couturière à domicile. Il fait ses études primaires jusqu'à l'âge de 10 ans dans l'école primaire locale, puis pour aider sa famille, Ronald quitte la maison avec deux de ces frères pour se rendre à Sint Maarten. Il travaille dans une exploitation agricole à Cul-de-Sac où il doit notamment livrer du lait avec un âne. Ses patrons s'attachent tellement à lui qu'il devient leur héritier à trente-deux ans. 
En 1964, il retourne à Anguilla et ouvre un magasin de matériel de construction, devenant ainsi l'homme le plus riche de son île. Mais il constate que ses efforts pour développer l'île grâce au tourisme, à l'image de Saint-Martin, se heurtent à la mauvaise volonté des autorités de Basseterre siège la colonie de Saint-Christophe-Niévès-Anguilla.
En 1964, Ronald Webster  participe à la fondation du  le Mouvement d'action populaire, un parti présent dans les trois îles de la colonie. En février 1967, il devient, avec le journaliste Atlin Harrigan, le leader de la révolte anguillaise contre le gouvernement de Saint-Christophe-Niévès-Anguilla, qui conduit à l'expulsion des forces de police de Saint-Christophe ainsi que des membres de l'administration. À la suite d'un référendum favorable à la sécession d'avec Saint-Christophe, le 11 juillet 1967, il exige l'indépendance qu'il proclame unilatéralement en février 1969, instaurant la République d'Anguilla, après l'échec des négociations avec la Grande-Bretagne. Une invasion militaire britannique a lieu le 19 mars 1969. 
En reprenant le contrôle, la Grande-Bretagne nomme Webster chef du conseil de l'île. Il fonde le Parti populaire progressiste en 1972 et remporte la même année les élections législatives de 1972 en gagnant six sièges sur les sept de l'Assemblée d'Anguilla, le dernier siège étant gagné par Emile Gumbs. Webster devient alors le président du conseil d'Anguilla. Il est réélu avec le même score en 1976 et devient le Ministre en chef d'Anguilla.
Il est démis de ses fonctions le 1er février 1977 après le vote d'une motion de défiance proposée par Hubert Hughes. Emile Gumbs prend alors la tête du gouvernement. Webster gagne à nouveau en 1980, comme chef d'une nouvelle formation, le Parti uni anguillais (AUP). Fin mai 1981, les tensions au sein de l'AUP conduisent à l'expulsion de Webster du parti qui convoque alors des élections législatives anticipées qu'il remporte le 22 juin 1981 sous l'étiquette du Parti populaire anguillais (APP). En 1982, il crée le système de sécurité sociale d'Anguilla.
Après avoir perdu l'élection de 1984, il démissionne de l'APP, recrée brièvement l'AUP, avant de se retirer de la vie politique. En 2010, son anniversaire devient un jour de fête officiel d'Anguilla, mais en 2013 Webster demande officiellement que cette décision soit annulée, car elle se révélait couteuse et plus facteur de division que d'unité. Il meurt chez lui le 9 décembre 2016.
James Ronald Webster est vénéré pour sa contribution à la liberté d'Anguilla, après plus d'un siècle et demi d'une impopulaire union politique et constitutionnelle avec l'île de Saint-Christophe, et, par conséquent, à son développement. Il est considéré comme le père de la Nation. Son nom a été donné à un stade, le Ronald Webster Park, situé à The Valley, la capitale de l'île.